# Gedenkstätte Deutscher Widerstand

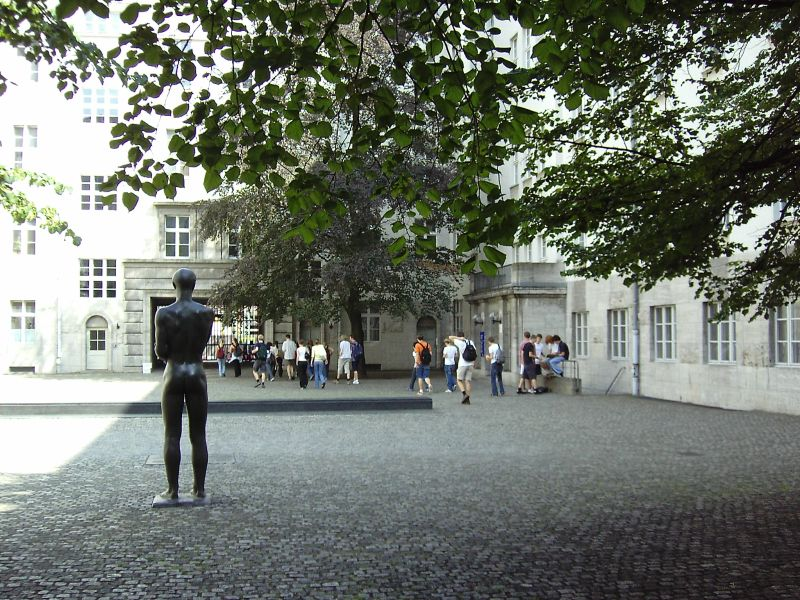
Innenhof des Bendlerblocks (2004)

Die Gedenkstätte Deutscher Widerstand (GDW) ist ein Denkmal und eine Bildungsstätte zur Erinnerung an den gesamten deutschen Widerstand gegen den Nationalsozialismus, die an der Berliner Stauffenbergstraße im sogenannten Bendlerblock (Ostflügel) untergebracht ist. Sie wird von Johannes Tuchel und Peter Steinbach geleitet. Direkt neben der Gedenkstätte hat seit 1993 das Bundesministerium der Verteidigung seinen zweiten Dienstsitz.
Der weitere Ort der Hinrichtungen in Berlin-Plötzensee ist ebenfalls Teil der Gedenkstätte Deutscher Widerstand. Zudem betreibt die Gedenkstätte ein Museum in der ehemaligen Blindenwerkstatt von Otto Weidt in Berlin-Mitte und betreute bis 2017 dort auch die Gedenkstätte Stille Helden, deren Ausstellung seit 2018 in der Gedenkstätte Deutscher Widerstand zu sehen ist.
Die GDW betreibt eine Fachbibliothek, die nach Anmeldung der Öffentlichkeit zugänglich ist.

## Geschichte der Gedenkstätte

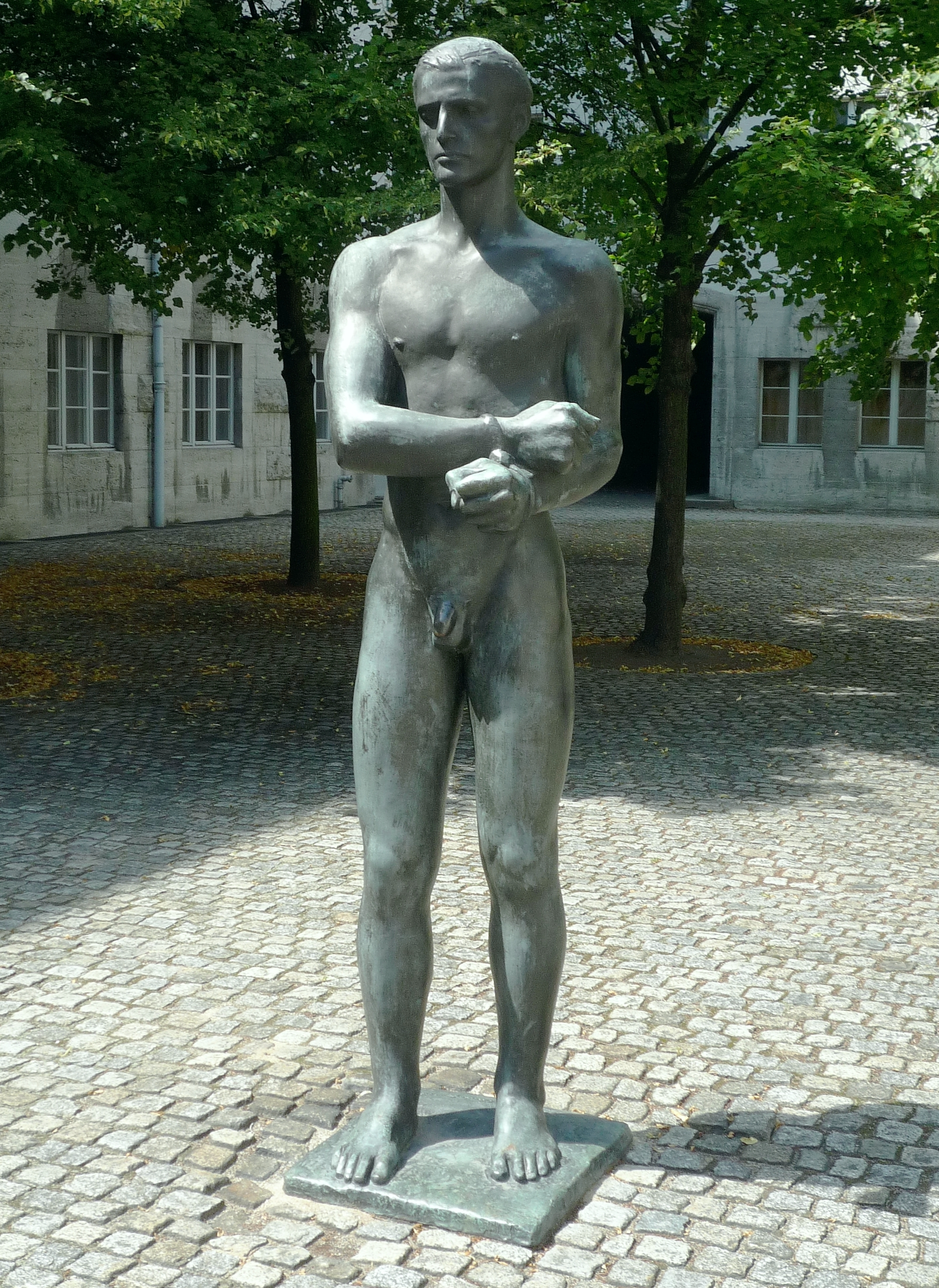
Statue von Richard Scheibe (Foto: 2011)

Gedenktafel mit den Namen der erschossenen Offiziere (Foto: 2005)

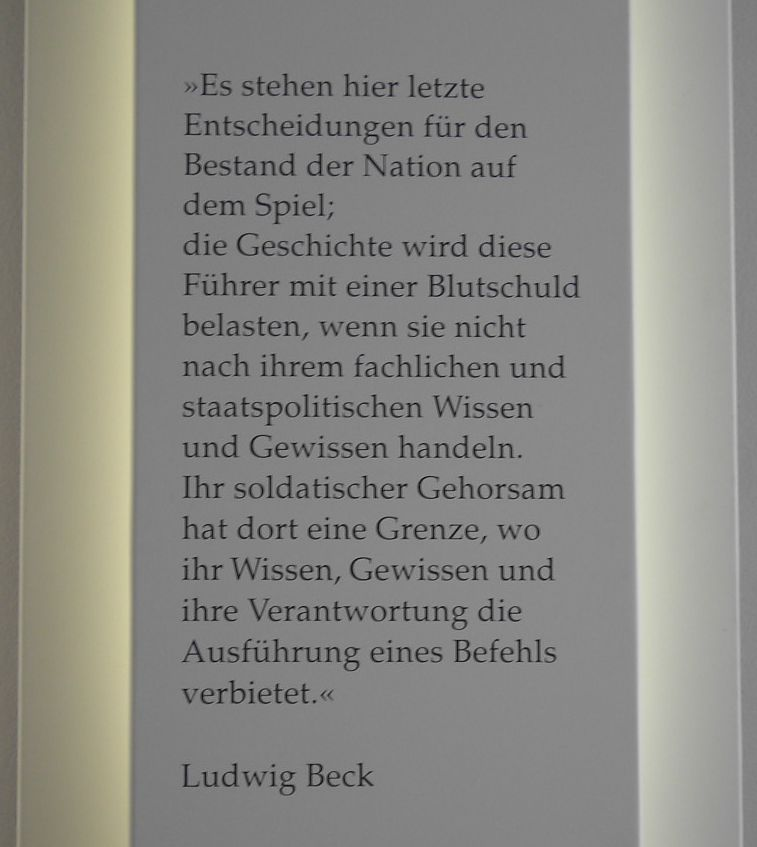
Zitat von Ludwig Beck

Ursprünglich wurde die Gedenkstätte gegründet zur Erinnerung an die Widerstandskämpfer des 20. Juli 1944, insbesondere an die hier gestorbenen Ludwig Beck, Friedrich Olbricht, Claus Schenk Graf von Stauffenberg, Albrecht Ritter Mertz von Quirnheim und Werner von Haeften. Am 20. Juli 1952 legte die Witwe des am 21. Juli 1944 ermordeten Generals Friedrich Olbricht den Grundstein für das Mahnmal. Im Rahmen verschiedener Initiativen wurde die Gedenkstätte mehrfach erweitert, ausgebaut und umgestaltet. Am 20. Juli 1953 enthüllte der damalige Berliner Bürgermeister Ernst Reuter das von dem Bildhauer Richard Scheibe geschaffene Ehrenmal, die Bronzefigur eines nackten jungen Mannes mit gebundenen Händen.
Zum 11. Jahrestag des Gedenkens an den Widerstand des 20. Juli 1944 wurde am 20. Juli 1955 die Bendlerstraße (danach Bendlerblock) in Stauffenbergstraße umbenannt.
Eine Tafel mit den Namen der erschossenen Offiziere wurde durch den Berliner Bürgermeister Franz Amrehn am 20. Juli 1962 der Öffentlichkeit übergeben. Der Text schließt die vier standrechtlich Erschossenen und Beck, der kurz vorher starb, ein:
Hier starben für Deutschland
am 20. Juli 1944
Generaloberst Ludwig Beck
General der Infanterie Friedrich Olbricht
Oberst Claus Schenk Graf von Stauffenberg
Oberst Albrecht Ritter Mertz von Quirnheim
Oberleutnant Werner von Haeften
Der Senat von Berlin erweiterte die Gedenkstätte im Innenhof um eine Gedenk- und Bildungsstätte, die am 20. Juli 1968 eröffnet wurde. Für die Ausstellung zeichnete der Historiker Friedrich Zipfel verantwortlich. Nach einem Entwurf von Erich Reusch wurde der Innenhof im Jahre 1980 umgestaltet. An der Wand des Einganges des Innenhofs befindet sich seitdem die Inschrift Hier im ehemaligen Oberkommando des Heeres organisierten Deutsche den Versuch, am 20. Juli 1944 die nationalsozialistische Unrechtsherrschaft zu stürzen. Dafür opferten sie ihr Leben.
Seit 1983 informiert die Gedenkstätte umfassend über den Widerstand gegen den Nationalsozialismus. Der damalige Regierende Bürgermeister von Berlin Richard von Weizsäcker beauftragte den grundlegenden Ausbau zur Gedenk- und Bildungsstätte für den gesamten deutschen Widerstand gegen den Nationalsozialismus. Der Historiker Peter Steinbach erarbeitete die neue Ausstellung. Eröffnet wurde sie am 20. Juli 1989. Seitdem befindet sie sich in den historischen Räumen der Ereignisse des 20. Juli 1944.
Im Zusammenhang mit der Erweiterung der Gedenkstätte kritisierte Franz Ludwig Graf von Stauffenberg, ein Sohn des Hitler-Attentäters, 1994 die Aufnahme der Kommunisten, des Nationalkomitees »Freies Deutschland« (NKFD) und des Bundes Deutscher Offiziere (BDO) in die ständige Ausstellung. Daraufhin wandte sich im Juli 1994 eine Gruppe ehemaliger Widerstandskämpfer und Hinterbliebener mit einer Erklärung an die Öffentlichkeit, dass die Darstellung des gesamten Widerstands notwendig sei. Zu den 75 Unterzeichnern gehörten Freya von Moltke, Rosemarie Reichwein, Franz von Hammerstein, Detlef Graf von Schwerin, Eberhard Bethge, Heinrich Scheel, Hans Coppi, Verena Onken-Trott, Inge Aicher-Scholl sowie Stefan Doernberg und Stefan Heym.
Durch zwei weitere Projekte kam es zu einer thematischen Erweiterung: Das Projekt Gedenkstätte „Stille Helden“ will Judenretter, also Helfer für untergetauchte Flüchtlinge, in Erinnerung rufen, und ein weiteres Projekt stellt Georg Elser und sein Attentat auf Hitler vom 8. November 1939 dar. Damit wird der Begriff des „Widerstandes gegen den Nationalsozialismus“ inhaltlich und personell erweitert. Die neu gestaltete Dauerausstellung wurde am 1. Juli 2014 eröffnet.

## Schriften
- Brigitte Oleschinski: Gedenkstätte Plötzensee. 2. Auflage, Gedenkstätte Deutscher Widerstand, Berlin 1995, ISBN 3-926082-05-4.
- Hans-Rainer Sandvoß: Widerstand in Berlin von 1933 bis 1945, 14 Bände, Berlin 1983 bis 2003, ISBN 3-926082-03-8.[4]